# جوزف بردی (بازیکن فوتبال)
جوزف بردی (انگلیسی: Joseph Brady؛ زادهٔ ) یک بازیکن فوتبال اهل ایالات متحده آمریکا است.